# ルパン三世 魔術王の遺産
『ルパン三世 魔術王の遺産』（ルパンさんせい まじゅつおうのいさん）は、2002年11月28日にバンプレストから発売されたアニメ『ルパン三世』を題材にしたPlayStation 2用ステルスゲーム。CEROレーティングはB相当である。

## ゲームシステム
舞台はヨーロッパのとある国にある架空の街「ゴルデンガッセ市」にある難航不落の名城、ハンネヴァルト城。ルパンはそこで開かれるチャリティー美術展に忍び込み、展示物の目玉である「栄誉の水差し」、「勝利の水差し」を狙う。しかし、ルパンが本当に狙っていたのはその二つの水差しが鍵となって現れるとされる、「魔術王」ランドルフ2世の宝であった。
メインキャラクターとして、ルパン、次元、五ェ門、不二子、そして美術展の警備に来ている銭形警部も登場。またゲストキャラクターとして、ハンネヴァルト城の城主テオドール・ハンネヴァルトや、「栄誉の水差し」の持ち主の娘であるテレーゼ・ファウストという少女も登場。
プレイヤーはルパンとなって、フライパンや催眠ガスで警官や銭形を眠らせたり、愛銃ワルサーP38で襲い掛かってくる敵を倒したりしてストーリーを進めていく。また、得意技の変装も可能。警官、観光客、銭形、機動隊員、城の衛兵、招待客、ラーベンクロイツの団員に変装して敵を欺いたりもできる。欺いている途中にうまくいけば相手から時計やフィギュア、警官の身分証などが掏り取れる。
ただし、ワルサーP38はルパンを殺そうと襲い掛かってくる敵にのみ有効であり、銭形や警官などの、ルパンを捕まえるために襲い掛かってくる敵、および一般市民に向かって発砲するとゲームオーバーとなってしまう。これはルパンの「基本的には不必要な暴力および殺人を避けるが、非道な相手には容赦しない」という主義に基づくものであり、続編でもこのシステムが採用されている。
またプレイヤーは基本的にルパンだけだが、劇中で何度か次元と五ェ門でストーリーを進めることもある（その際、どちらかを選択可能）。次元は愛銃のコンバットマグナムで敵を蹴散らし、五ェ門では斬鉄剣で敵のみならず障害物を斬ったりすることができる。
難易度は非常に高く、後に発売されるPlayStation 2用ソフト『ルパン三世 コロンブスの遺産は朱に染まる』『ルパン三世 ルパンには死を、銭形には恋を』を遥に凌駕する内容となっている。特にダンジョン的要素と逐一現れる敵に対しての操作はもちろん、何よりアイテムの発見の難易度が高く、その主要なアイテムが発見されない限り、次のステージには進めない構成になっている。その動きを受けて次作「コロンブスの遺産は朱に染まる」は非常に難易度が低い構成となっている。

## 登場人物

### レギュラーキャラクター
ルパン三世
声 - 栗田貫一
主人公。ハンネヴァルト城へ向かう列車の中に忍び込むが、そこで偽物の水差しを掴まされたことに屈辱を受け、城への直接潜入を図る。その後、城の東に位置する博物館で本物の水差しを入手し、城の地下へ到達。そこで広大な地下迷宮と対峙することになる。
次元大介
声 - 小林清志
かつてゴラン高原で戦った因縁の敵・ハスダルたちと再会。窮地に陥ったルパンを助けながら、ハスダルたちと決着をつけるべく奮闘する。
石川五ェ門
声 - 井上真樹夫
「たかが水差しに」と呆れながらも、今回もルパンに協力する。ルパンと次元への手がかりを探すハスダルたちに目をつけられるも、これを一蹴する。地下聖堂では、錬金術によって創造された怪物・ガーゴイルと激戦を繰り広げ、一時は斬鉄剣を失ってしまうが、ルパンにより取り戻される。
峰不二子
声 - 増山江威子
ルパンと同じく、ランドルフ2世の宝を狙ってテオドールに取り入る。しかし、ルパンと行動を共にしたことによって素性が発覚し、テオドールに捕らえられて拷問され、瀕死の重傷を負ってしまう。
その後の顛末は明確には語られないが、エンディングでは不二子と思しき人物がテレーゼの前に現れている。
銭形警部
声 - 納谷悟朗
ルパン逮捕のために、ハンネヴァルト城の警護を担当する。しかしテオドールとは折り合いが悪く、失態を演じるたびに彼から罵詈雑言を浴びせられる。
物語の中盤でルパンによって眠らされ、蚊帳の外へ追いやられてしまうが、ルパンを殺そうとするラングを取り押さえる、川に流されたテレーゼを救出するなど、端々で活躍を見せた。
テレーゼがルパンたちを心配した際「やつらは絶対に死んだりしません」とルパン一味を信頼する場面もある。
物語の最初から敵キャラクターとしても登場する。ルパンの変装を見破る速度が速く、肉弾戦も強い。その上眠らせてもすぐに起き上がるなど、警官タイプの敵としては非常に強い。

### オリジナルキャラクター
テレーゼ・ファウスト
声 - 倉田雅世
考古学者である「栄誉の水差し」の持ち主トマーシュ・ファウストの娘。16歳。
現在、水差しの所有権は彼女にある。チャリティー美術展に水差しを提供するが、ルパンに興味を抱いて接近する。
その真意は、行方不明の父を捜してもらうことだった。
胸に着けているペンダントに、物語の本筋に直結する秘密がある。
テオドール・ハンネヴァルト
声 - 坂東尚樹
ハンネヴァルト城の城主。ランドルフ2世の従兄弟を先祖に持つ「勝利の水差し」の所有者。
表向きは由緒正しい貴族紳士を装っているが、銭形をはじめ、庶民を見下すような言動が目立つ。偽物の水差しを複数用意してルパンを撹乱するなど、非常に狡猾な男。
その正体は世界制覇を企む秘密結社「ラーベンクロイツ」の首魁。
ファウスト博士を謀殺した張本人であり、彼の錬金術に関する研究成果をまとめた手記を強奪して「魔法の杖・タスラム」を入手し、武器として扱う。
彼の真の狙いはランドルフ2世の遺した大量の金貨ではなく、彼が錬金術を研究した過程で生み出した超兵器「タロス」の起動であった。
本物の水差しをルパンに奪われた途端に本性を現し、それ以降は手下たちにルパン殺害を命じる、不二子を拷問して瀕死の重傷を与える、テレーゼを拉致して人質に取るなど非道の限りを尽くし、遂にルパンの怒りを買う。
今作の最終ボスであり、戦闘時には「ルパン三世'79」がBGMとして流れる。
レオポルト・ラング
声 - 島香裕
ゴルデンガッセ市の警察署長。テオドールの忠実な部下。
作中ではルパンを撃とうとしてマシンガンを乱射し、銭形に取り押さえられて以降は登場しない。
フランツ・ハスダル
声 - 大塚明夫
テオドールに用心棒として雇われた傭兵部隊のリーダー格。AKMを巧みに操る壮年の兵士。次元とは因縁があり、先の戦場での借りを返すべく決闘を挑む。極めて冷酷非情な性格であり、生き残るためならば仲間をも見捨てる。
カール・シクスト
声 - 天田益男
AKMの他、スタンスティックを操る大柄な兵士。次元とはゴラン高原で戦った過去があるらしい。
マティアス・クルツ
声 - 矢尾一樹
ナイフを巧みに操る痩身の兵士。冷酷非情に徹することがプロであると信じており、仁義を重んずる次元を敵視している。
老人
声 - 松岡文雄
ハンネヴァルト城の地下深くでルパンが出会った不思議な老人で、弟に閉じ込められたと語る。
作中でその正体は明言されないが、上記の発言から遥か昔に幽閉された魔術王「ランドルフ2世」その人であることが示唆されている。
長きにわたる地下での生活の中で錬金術の研究に没頭し、その結果として数百年もの長寿を実現。ルパンと出会った際には「400年ぶりぐらいに人と会った」と発言した。地下迷宮を闊歩する怪物たちも、彼の研究の産物である。
負傷したルパンを錬金術によって治療し、彼が救助した不二子も看病した。
彼がルパンに授けた「黄金の弾丸」は、終盤で大きな役割を果たすことになる。
トマーシュ・ファウスト博士
声 - なし
テレーゼの父。オカルト考古学の権威にして「栄誉の水差し」の発見者。
重病の妻(テレーゼの母)を治療すべく錬金術の研究に奔走し、作中冒頭では行方不明となっている。

## 武器
ワルサーP38と9mmパラベラム
ルパンの愛銃とその弾。列車の場面では所持しておらず、ハンネヴァルト城下町で次元から渡される。しかし、渡された後もハンネヴァルト城内ステージの前半までは使用できない。前述の通り、戦闘員やクリーチャーなどの「敵」にしか撃てず、銭形や警官などに撃つとゲームオーバーになる。弾は無限にあるので何百回撃っても弾切れにはならないが、8発ごとにリロードの必要がある。
リキッドガンとスリープシリンダー
ルパンが所持している催眠ガス銃。最初から所持しており、スリープシリンダーは催眠ガスが入っている。銭形や警官、衛兵などに効くが、戦闘員やクリーチャーには効果がない（そもそも戦闘員やクリーチャーは倒せるので、眠らせる必要がない）。スリープシリンダーは有限の上、ゲーム中で入手できるものも限られている。
フライパン
1場面の列車内の調理室で拾う武器。警官を叩くと少しの間、気絶させることができる。銭形や機動隊員、衛兵は一瞬だけしか効かない上に上記のリキッドガンと同様、戦闘員やクリーチャーには効果がない。
S&WM19コンバットマグナム
選択モードで次元を選んだ場合に使える次元の愛銃。主に戦闘員やハスダルたちと戦う時しか使わない。ルパンのワルサーと同様、弾数無制限だが、6発撃つごとにリロードの必要がある。
斬鉄剣
選択モードで五ェ門を選んだ場合に使える五ェ門の愛刀。次元同様、戦闘員やハスダルたちと戦う時しか使わない。R1ボタンで相手が撃った弾を斬ることができる。特定の障害物なども斬ることが可能。
- 警察官からナイフを盗むことができるが、このナイフはアイテム扱いで武器としては使用できない。

## 豆知識
- 劇中で触れられる魔術王「ランドルフ2世」とは、歴史上実在する神聖ローマ皇帝ルドルフ2世をモチーフとしたもの。また、劇中でルパンの前に立ち塞がる秘密結社「ラーベンクロイツ」も、実在する練金学派秘密結社ローゼンクロイツに由来するものである。
- ゲームクリア後に追加されるギャラリーモード（HIDING PLACE）では、舞台となるゴルデンガッセ市やハンネヴァルト城、ヒロインであるテレーゼの生家・ファウスト家の成立過程など、物語にまつわる詳細な背後関係を知ることができる。一部には史実のヨーロッパ史と符合するものも見られるが、大抵は架空の設定である。
- 当初の予定では、アニメとのタイアップ企画として、OVA『ルパン三世 生きていた魔術師』のエピローグを描くはずであったが製作が遅れ、別のストーリーを用意する結果となった。
- この作品のBGMが収録されたサウンドトラックが発売されている[2]。

## スタッフ
- 総合監修：尾崎隠通
- シナリオ監修：柏原寛司、飯岡順一
- 音楽：大野雄二
- キャラクターデザイン：小林充利、平山智
- 脚本：小沢俊介、富永浩史、米田眞志
- 脚本補佐：石川雅之
- 製作ディレクター：佐藤武
- 製作進行：宮川勝彦
- 音響監督：加藤敏
- 効果：糸川幸良（Group&I）
- エンディングテーマ：「約束」（唄：浅沼小佳夏、作詞：柚木美祐、作編曲：大野雄二）